# Trachelas canariensis
Trachelas canariensis är en spindelart som beskrevs av Jörg Wunderlich 1987. Trachelas canariensis ingår i släktet Trachelas och familjen flinkspindlar.
Artens utbredningsområde är Kanarieöarna. Inga underarter finns listade i Catalogue of Life.